# Landschapsbeheer
Landschapsbeheer is het geheel van activiteiten die worden uitgevoerd om de kwaliteit van het landschap te handhaven (landschapsonderhoud), te herstellen en/of te verbeteren, al dan niet in het kader van doelstellingen die binnen het overheidsbeleid voor landschapsplanning, ruimtelijke ordening, natuurbeheer, landschapsbescherming of anderszins zijn vastgelegd.

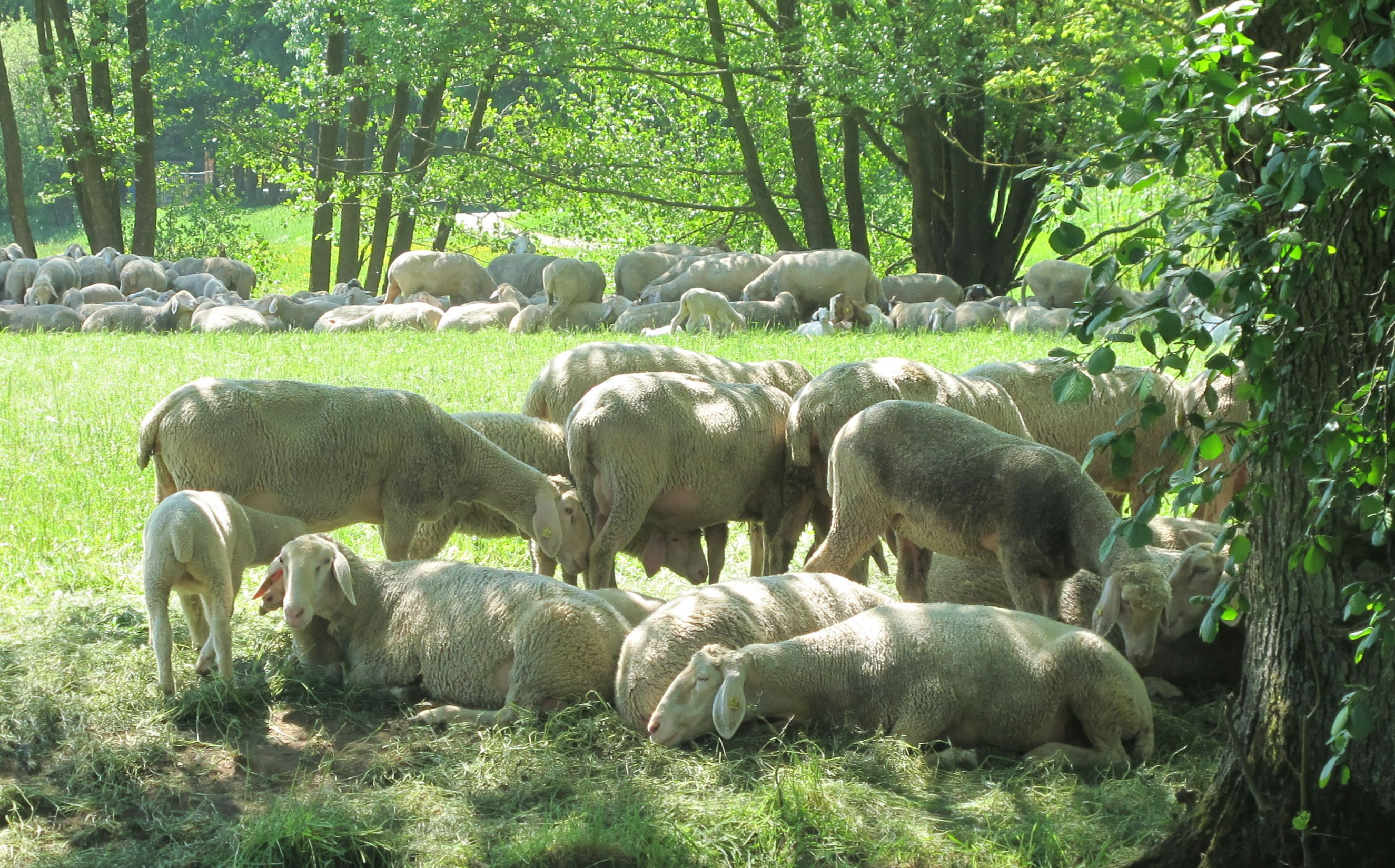
Begrazing door schapen als landschapsbeheer

Het doel van landschapsbeheer is het behouden, herorganiseren en nieuw ontwikkelen van de landschappelijke kwaliteit. Daarbij kan het gaan om flora en vegetatie, fauna, landschapselementen zoals heggen, poelen, grafheuvels of een bijzonder verkavelingspatroon. Het kan er ook om gaan bepaalde landschapsstypen of habitats te behouden, zoals heidelandschappen, rietlandschappen en boomgaarden. 
Landschapsbeheer en natuurbeheer zijn niet strikt te scheiden. Net als bij natuurbescherming, kunnen de activiteiten van landschapsbescherming gericht zijn op behoud of ontwikkeling. Toch ligt het accent bij veel vormen van landschapsbeheer en -bescherming meer op het inpassen van actief menselijk ingrijpen. 
In Nederland is Landschapsbeheer Nederland de organisatie die samen met de daarbij aangesloten provinciale stichtingen een grote rol speelt bij landschapsbeheer.